# Marci X
Marci X è un film del 2003 diretto da Richard Benjamin. È una commedia romantica statunitense, scritta da Paul Rudnick.

## Trama
Marci Feld, una viziata ebrea americana, è costretta ad occuparsi della casa discografica, la Felony Assault, del padre che produce dischi rap dal linguaggio spinto. Il padre, Ben Feld, è stato colpito da un attacco di cuore causato dallo stress per la controversia sul brano di Dr. S, prodotto dalla sua etichetta. Per salvaguardare gli affari paterni Marci tenta di moderare il famoso cantante rap. Con il passare del tempo i due si innamorano proprio mentre la senatrice del ramo dei conservatori Mary Ellen Spinkle cerca di far approvare ai voti il bando da tutte le radio di Dr. Snatchcatcher e dei suoi testi offensivi.

## Accoglienza
Marci X ha incassato 1 648 818 dollari ai botteghini statunitensi, cifra che ha fatto considerare questo film un flop. Il film è stato stroncato dalla critica ottenendo un indice di gradimento del 9% su Rotten Tomatoes.